# La mare soltera
La mare soltera (títol original: The Old Maid) és una pel·lícula estatunidenca dirigida per Edmund Goulding i estrenada l'any 1939. Està doblada al català.

## Argument
Quan Delia Lovell (Miriam Hopkins) trenca el seu compromís amb l'irresponsable Clem Spender (George Brent) i es casa amb el pròsper i fiable Joe Ralston (Jerome Cowan), la seua cosina Charlotte (Bette Davis) consola el desdenyat pretendent, el qual promet casar-se amb ella quan torni de lluitar a la Guerra Civil. Però Clem mor a Vicksburg i Charlotte ha d'afrontar l'escàndol d'una maternitat sense matrimoni. Explicant a la seua preocupada família que la jove pateix una lleu malaltia pulmonar, el doctor Lanskell (Donald Crisp), metge de la família, aconsegueix enviar Charlotte a Arizona perquè hi doni a llum sense suscitar enraonies. Un cop conclosa la guerra, Charlotte torna a Filadèlfia i crea un parvulari per a orfes de guerra. Quan Delia s'assabenta que un dels orfes és la filla de Charlotte i Clem, li diu al seu cunyat Jim Ralston (James Stephenson) que no pot casar-se amb Charlotte a causa de la precària salut d'aquesta. Aquest gest malvat causa un distanciament entre les dues cosines que no es resol fins que Joe Ralston mor en un accident d'equitació i Charlotte i la seua filla van a viure amb Delia i els infants. Quan Tina ja és més gran (Jane Bryan), tracta Delia com la seua mare i es refereix a Charlotte com a la seua tia soltera. Atès que les seues perspectives de matrimoni amb l'acabalat Lanning Halsey (William Lundigan) semblen nul·les perquè ella és considerada una òrfena, Tina se sent amargada i disgustada per la interferència de Charlotte en la seua vida. Delia, que encara espera salvar el matrimoni, convenç Charlotte perquè li permeti adoptar legalment la jove. Charlotte hi dona el seu consentiment, però amb la intenció d'explicar a Tina la veritat la vigília del seu casament. No obstant això, quan arriba el moment no pot decidir-se a fer-ho. L'endemà, ja casada i a punt d'emprendre el viatge de noces, Tina, a petició de Delia, reserva el seu darrer petó de comiat per a la seua tia soltera. Entre llàgrimes, Charlotte veu partir la seua filla, sabent que només podrà mantindre la seua relació amb ella en el futur pel fet de viure a casa de Delia, la qual mai li ha perdonat que estimés a Clem Spender.

## Crítica
- "The Old Maid ha de ser considerada com una altra bona obra teatral que arriba intacta a la pantalla ... La senyoreta Davis ha aconseguit una interpretació intel·ligent i commovedora, dura i austera en la superfície, però que comunica la profunda tendresa i l'oculta angoixa d'una desconsolada mare."[3]

## Repartiment
- Bette Davis
- Miriam Hopkins
- George Brent
- Donald Crisp
- Jane Bryan
- Louise Fazenda
- James Stephenson
- Jerome Cowan
- William Lundigan
- Rand Brooks
- Cecelia Loftus
- Janet Shaw
- (William) DeWolf Hopper[2]

## Curiositats
- Humphrey Bogart n'era originalment el protagonista masculí, pero ho va descartar després de quatre dies de rodatge.
- Per a aconseguir els efectes de l'envelliment, Bette Davis no va portar cap mena de maquillatge d'ulls o llapis de llavis. A més, el maquillador Perc Westmore va aplicar una base pàl·lida i cendrosa a la seua cara.
- "Lux Radio Theater" en va emetre una adaptació radiofònica el 30 d'octubre del 1939 amb Miriam Hopkins reprenent el seu mateix paper al film.[4]

## Lapsus del rodatge
- Quan Delia arriba a l'orfenat per parlar amb Charlotte, hom pot veure com les mànigues d'aquesta darrera estan arromangades o esteses diverses vegades a la mateixa escena.[5]